# Лотта (МАПП)
|  |

|  |

|  |

|  |

|  |

|  |

|  |

|  |

Лотта — один из многосторонних автомобильных пунктов пропуска через Российско-финляндскую границу на территории Кольского района Мурманской области. Входит в сферу деятельности Мурманской таможни.

## Общие сведения
Расположен в 231 км по федеральной автомобильной дороге Р-21 «Кола» Подъезд к МАПП «Лотта», в 20 км от посёлка Светлого. Название получил по реке Лотте.
В 1960 году, в связи с началом строительства Верхнетуломской ГЭС силами финских специалистов, был организован пункт упрощённого пограничного и таможенного контроля. С января 1967 года контрольно-пропускной пункт «Лотта».
С 1989 года пункт пропуска имеет статус многостороннего, для всех гражданств.
Проектная пропускная способность до 150 автомобилей в сутки.
Сопредельный пункт пропуска на территории Финляндии — Райа-Йоосеппи (фин. Raja-Jooseppi) (община Инари).